# Palpoctenidia conspicuaria
Palpoctenidia conspicuaria är en fjärilsart som beskrevs av John Henry Leech 1897. Palpoctenidia conspicuaria ingår i släktet Palpoctenidia och familjen mätare. Inga underarter finns listade i Catalogue of Life.